# رالف وليامز (عداء مراثوني)
رالف وليامز (بالإنجليزية: Ralph Williams)‏ هو عداء مراثوني أمريكي، (ولد في كوينسي في الولايات المتحدة 1900 – 1941 م).

## وصلات خارجية
- رالف وليامز على موقع أوليمبيديا (الإنجليزية)